# Ceanothus papillosus
Ceanothus papillosus är en brakvedsväxtart som beskrevs av John Torrey och Samuel Frederick Gray. Ceanothus papillosus ingår i släktet Ceanothus och familjen brakvedsväxter.

## Underarter
Arten delas in i följande underarter:
- C. p. papillosus
- C. p. roweanus

## Bildgalleri

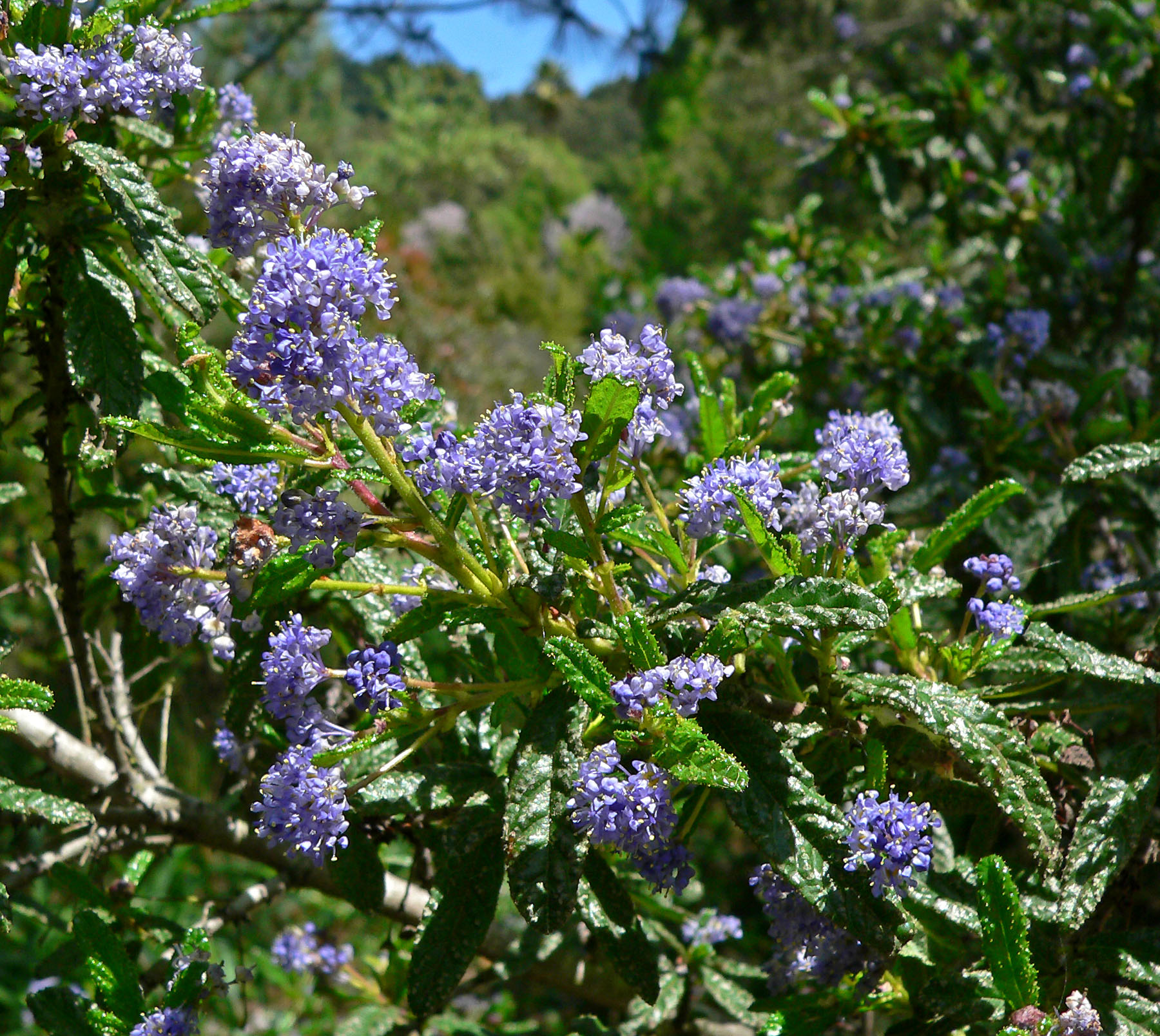
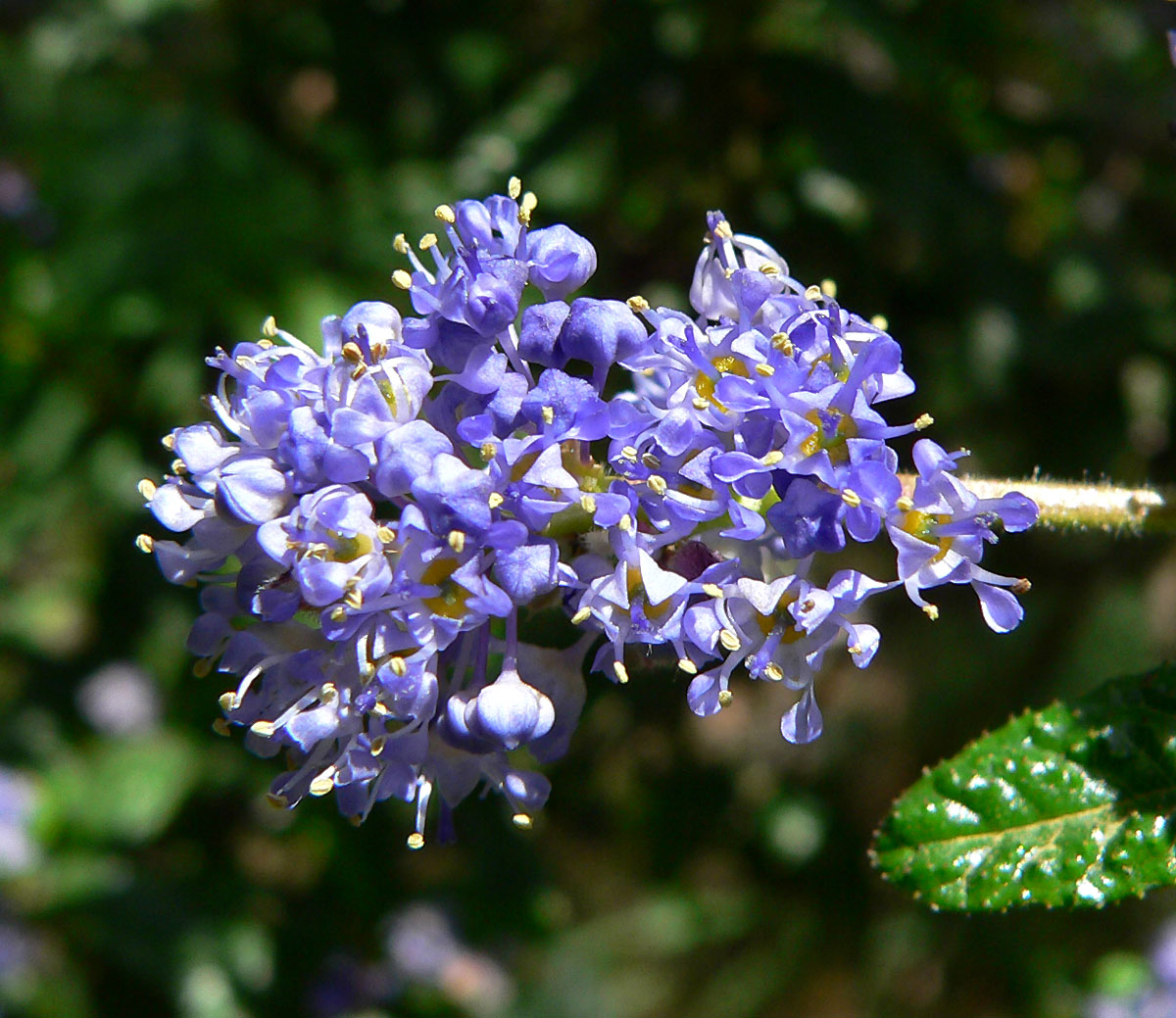
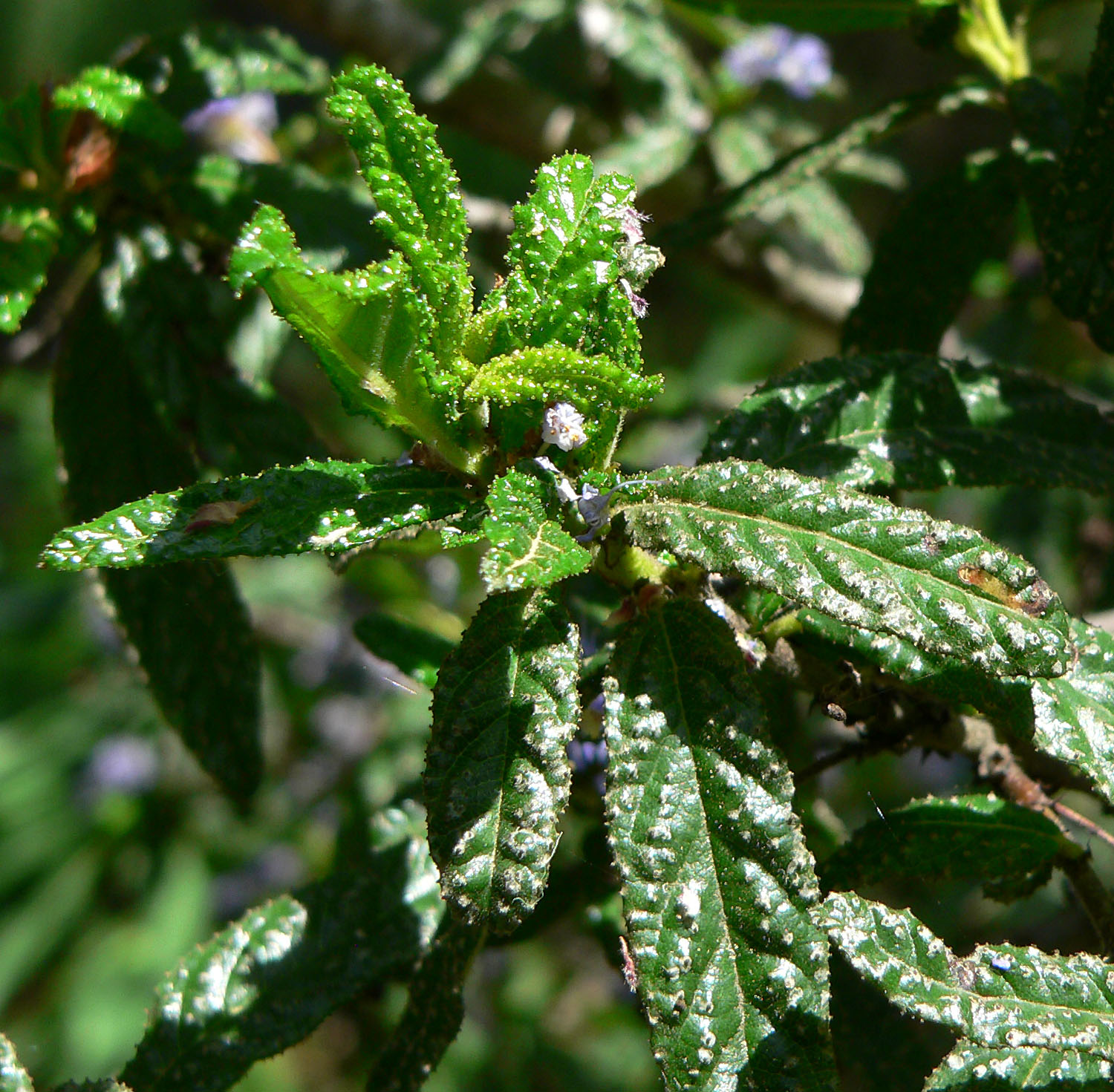
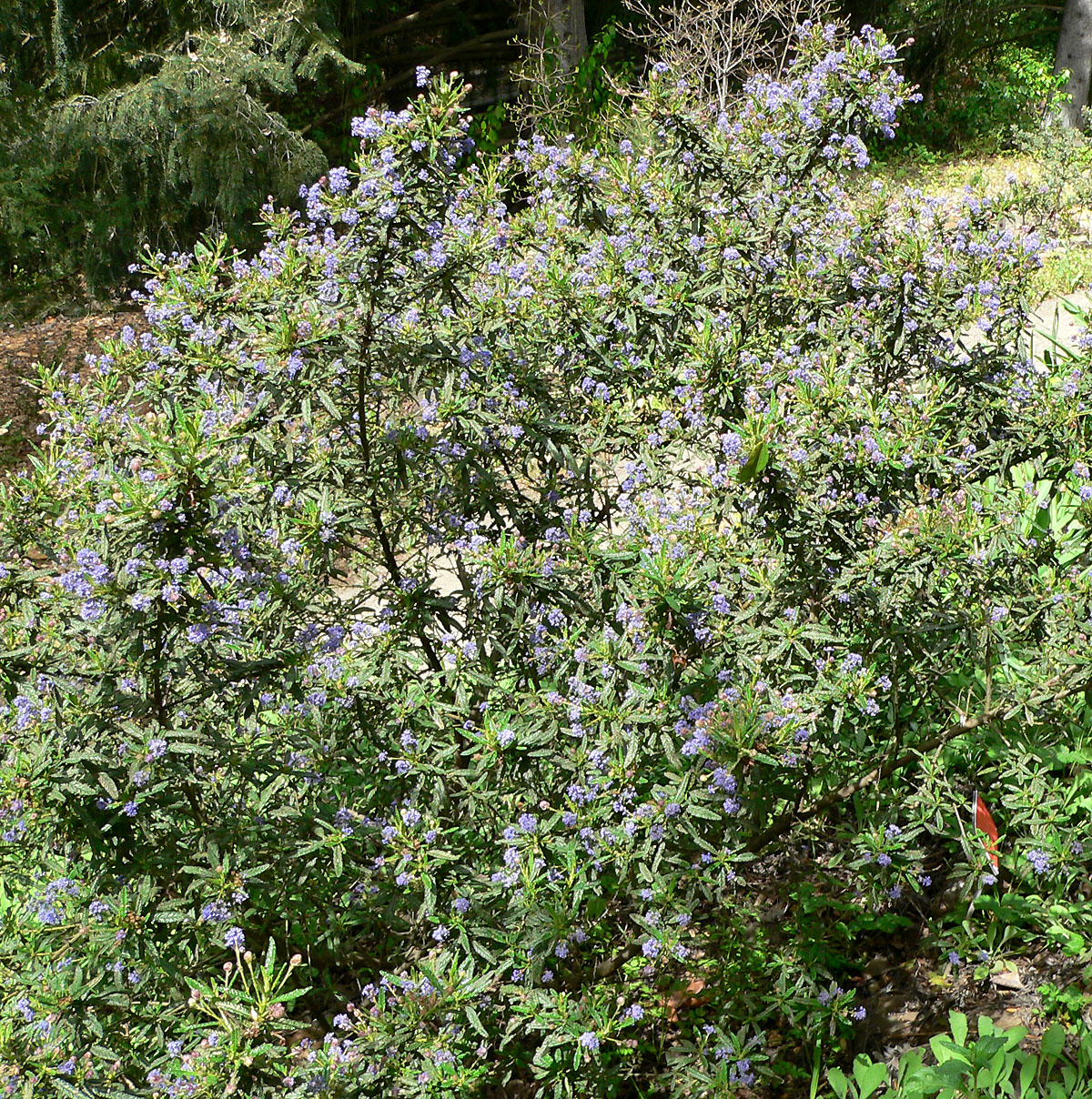
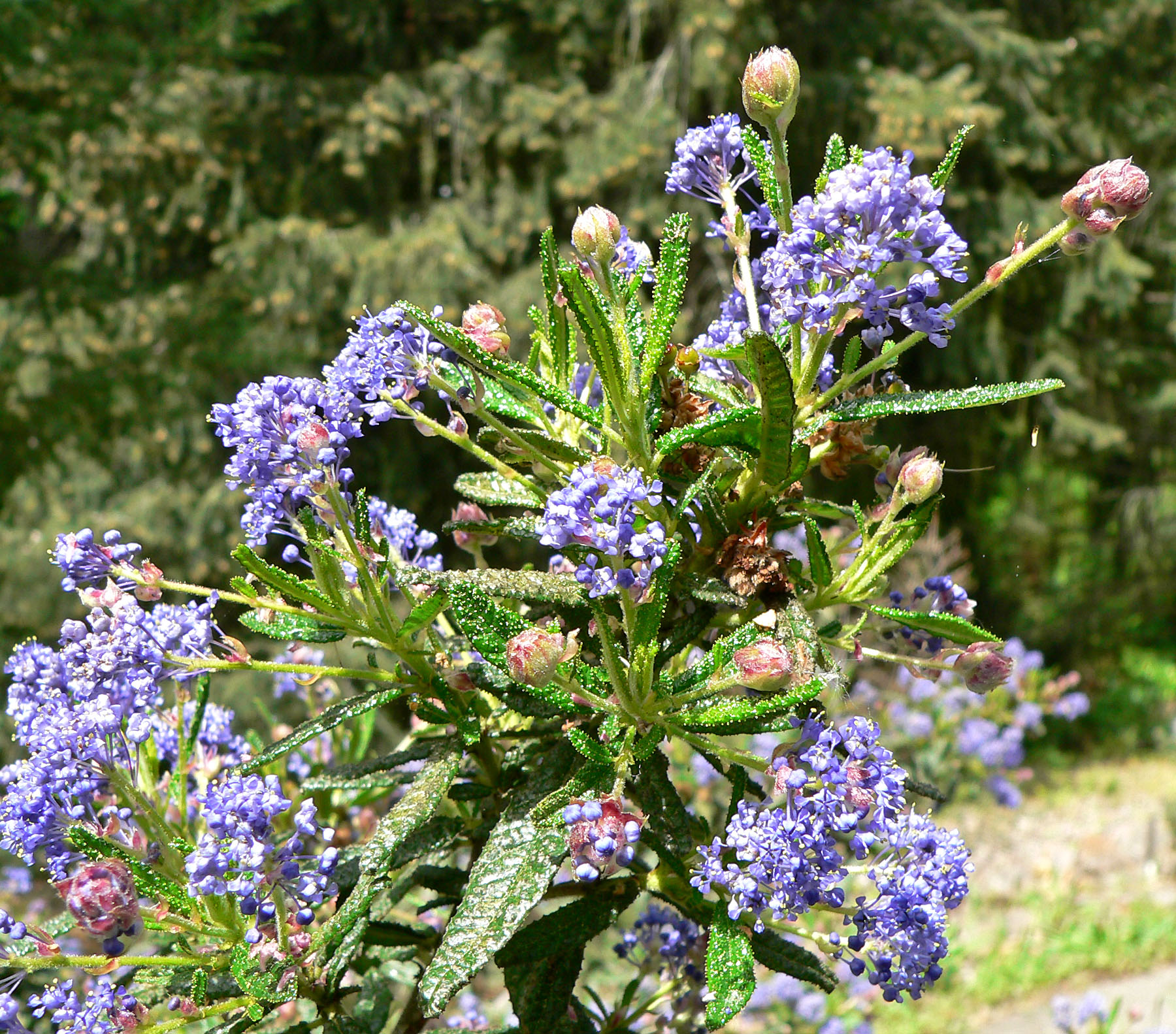
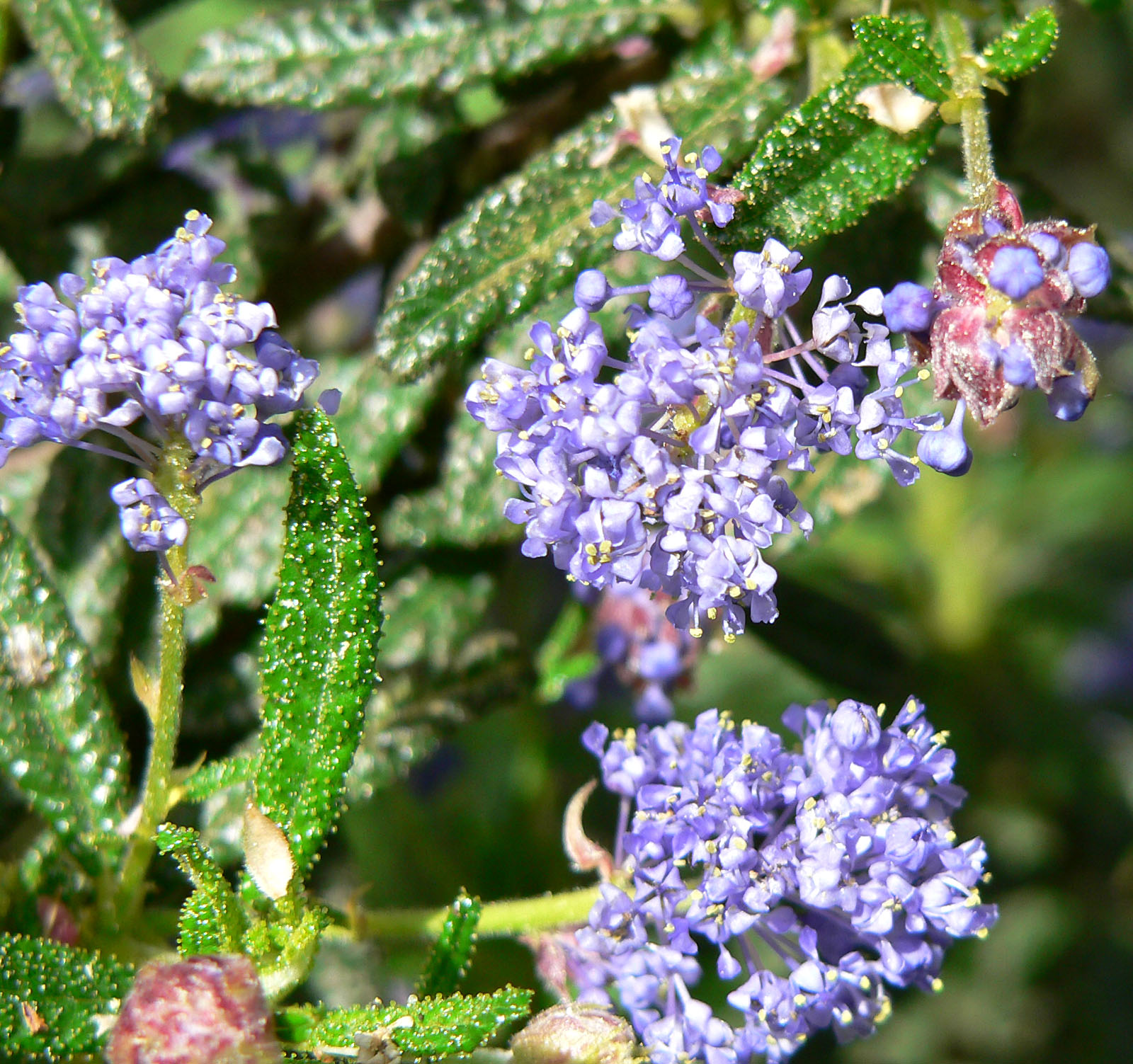